# The Dance of Shiva
 (juillet 2025).
Pour plus de détails, voir Fiche technique et Distribution.
The Dance of Shiva est un court métrage britannique réalisé par Jamie Payne, sorti en 1998.

## Synopsis
En Inde en 1915, le capitaine Greville, aumônier de guerre britannique, se prépare à accompagner son régiment sur le front. Il est préoccupé par le fait qu'une majorité des soldats dont il a la charge sont des Hindous, une religion qui lui est totalement étrangère. Ses tentatives pour en discuter avec son officier supérieur, le général Willis, sont bloquées par d'autres officiers, et notamment par le colonel Evans.
Une fois sur le front, il est confronté au fait que les Indiens sont considérés comme de la chair à canon. Il se pose des questions sur sa foi.

## Fiche technique
- Titre original : The Dance of Shiva
- Réalisation : Jamie Payne
- Scénario : Joseph Miller
- Direction artistique : Paul Finch, Hauke Richter, John Box
- Décors : Chloe Short
- Costumes : Louise Page
- Photographie : Jack Cardiff
- Gaffer/éclairagiste  : James Chaisty
- 2nd Unit Director : James Chaisty
- 2nd Unit Photographie : Will Henshaw

```
Son : 
André Jacquemin
```

- Montage : Peter Beston
- Musique : Nitin Sawhney CBE
- Production : Jamie Payne, Stephanie Sinclaire
- Société de production : Epiphany Productions
- Pays d'origine :  Royaume-Uni
- Langue originale : anglais
- Format : couleur — 35 mm — Dolby
- Genre : drame
- Durée : 26 minutes
- Dates de sortie : Royaume-Uni : 11 novembre 1998

## Distribution
- Paul McGann : Capitaine Greville
- Kenneth Branagh : Colonel Evans
- Julian Glover : Général Willis
- Samuel West : Lieutenant Davis
- Sanjeev Bhaskar : Sergent Bakshi
- Malcolm Ridley : Lieutenant Ridley
- Wayne Cater : Caporal Wright